# Welser

Stammwappen der Welser

Welser ist der Name einer Augsburger sowie Nürnberger Patrizierfamilie von Großkaufleuten. In Augsburg sind die Welser seit 1246 nachweisbar. Im Mittelalter unterhielten die Welser Faktoreien unter anderem in Antwerpen, Lyon, Madrid, Nürnberg, Sevilla, Lissabon, Venedig und Rom sowie Santo Domingo und Venezuela. Durch ihre Handelsgeschäfte kamen diese oberdeutschen Kaufleute zu Reichtum und finanzierten Herrscher verschiedener europäischer Staaten.

## Geschichte

### Die Welsersche Handelsgesellschaft
Eine Welsersche Handelsgesellschaft ist erstmals 1420 in Augsburg belegt. Anton I. Welser der Ältere gründete 1498 mit dem im Tiroler Silberhandel aktiven Memminger Handelshaus Vöhlin die Welser-Vöhlin-Gesellschaft. Im Handel mit Baumwolle und Barchent wurde erstes Geld verdient. Handels- und Bergbauunternehmen waren sodann weiteres Rückgrat des kommerziellen Erfolgs der Welser. Anton Welser der Ältere stieg auch in den Waren- und Seehandel mit eigener Flotte, das Reedereigeschäft und den Geldverleih ein.

### Die Nürnberger Welsersche Handelsgesellschaft
Sein jüngerer Bruder Jakob I. übernahm 1493 die Nürnberger Faktorei der Welser und wurde Begründer der Nürnberger Linie der Welser, die sich später Welser von Neunhof und zu Beerbach nannten.
Nachdem, aufgrund von Streitigkeiten, die Welser-Vöhlin-Gesellschaft 1517 aufgelöst worden war, gründete Jakob I. mit seinen Söhnen die Nürnberger Welsersche Handelsgesellschaft.
Die Tätigkeiten beider Welserschen Handelsgesellschaften blieben aber weiterhin eng verflochten. Schlüsselpositionen im Kupfer-, Zinn- und Silbergeschäft waren Grundlage der Augsburger Welser, die neben den Fuggern zu den großen Finanziers Karls V. gehörten. Auch die Nürnberger Welser engagierten sich stark in den Zinn- und Kupferrevieren Thüringens und Böhmens, wie auch im Tiroler Silberbergbau und Montanunternehmen (letzteres taten auch die Fugger und die Tucher). Zum Warenhandel kam ein ausgeprägtes Engagement in Geldgeschäften. Jakob I. war einer der größten Finanziers der Fugger. Im 16. Jahrhundert kam in Betonung des Handelsplatzes Nürnberg vor allem der Gewürzhandel hinzu. Die Welser zählten, neben den Imhoff und den Tucher, zu den bedeutendsten Safranhändlern. Zusammen mit Martin Pfinzing wurde Hans Welser als erster Obermarktsherr in den Handelsvorstand der Nürnberger Börse gewählt.
Handelsstützpunkte besaß die Nürnberger Welsersche Handelsgesellschaft unter anderem in Lissabon, Sevilla, Lyon, Antwerpen, Köln, Augsburg, Venedig, Verona, Mailand, Genua, Aquila, Neapel.
Zum Teil von den Welsern und auch den Fuggern finanziert, fuhr 1534 eine Flotte mit 14 Schiffen und über 2.500 Seeleuten und Soldaten unter dem Kommando von Pedro de Mendoza zu einem Eroberungszug in das Mündungsgebiet des Río de la Plata. An dem Unternehmen nahm der Landsknecht Ulrich Schmidel teil, der davon berichtete. Nachdem am Río de la Plata das erhoffte Silber nicht gefunden wurde, scheiterte auch eine Expedition nach Peru.

### Der Gewürzhandel
1505 rüstete die Handelsgesellschaft Welser-Vöhlin-Fugger-Höchstetter-Gossembrot-Imhoff-Hirschvogel portugiesische Schiffe für eine der ersten Handelsfahrten oberdeutscher Kaufleute nach Indien aus, um die überseeischen Gewürzmärkte zu erschließen. Die Welser finanzierten mit 20.000 Cruzados den mit Abstand größten Anteil der geldgebenden Kaufleute aus Italien und Deutschland. Neben der Handelsgesellschaft war an der Fahrt auch der Florentiner Bartholomé Marchione beteiligt. Auch der junge Ferdinand Magellan sammelte auf dieser Reise erste seemännische Erfahrungen.
Im Gewürzhandel winkten damals enorme Gewinne.
Einen eindrucksvollen Bericht über die Indienfahrt von 1505 bis 1506 von Lissabon nach Kochi und Calicut lieferte der von den Welsern entsandte Kaufmann Balthasar Sprenger in seinem Buch „Meerfahrt“ aus dem Jahr 1509.
In dieser und vielen anderen Handelsgesellschaften waren Nürnberger Patrizier tätig am Handel beteiligt. Vielfach waren sie oder ihre Familienangehörigen aber auch stille Gesellschafter.

### Der Venezuela-Vertrag

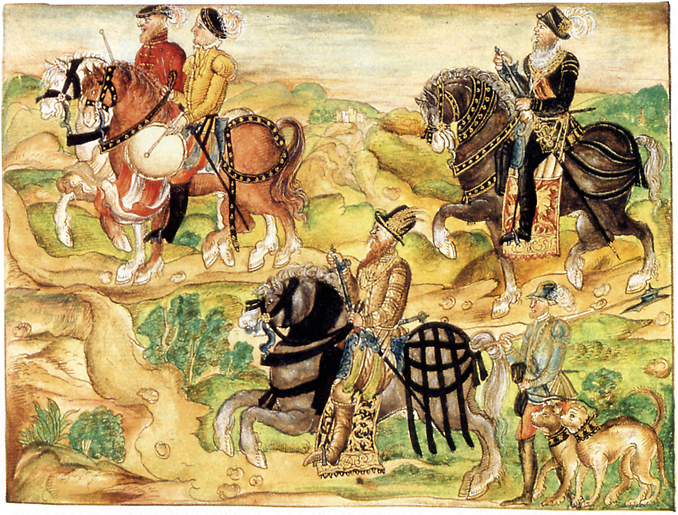
Die Welser-Armada in Venezuela

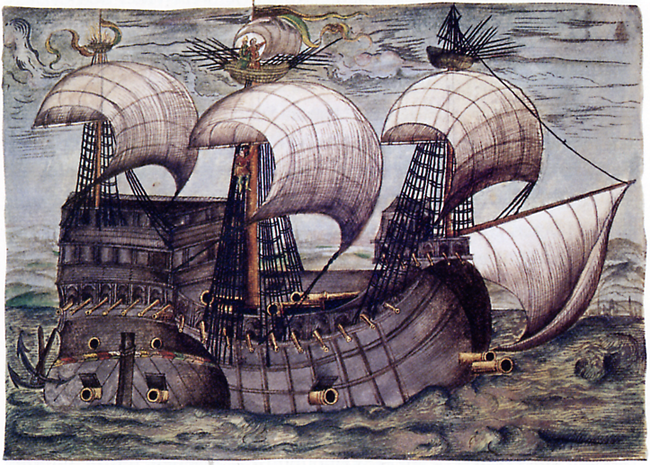
Die Galeone La Santa Trinidad, ein Schiff der Welser-Armada

Kaiser Karl V. überließ Bartholomäus V. Welser, der von 1519 bis 1551 die Geschicke der Augsburger Welser-Gesellschaft lenkte, in einem sogenannten Asiento, einem Generalvertrag vom 27. März 1528, über dessen Schwiegersohn Hieronymus Sailer, im Gegenzug für eine ihm gewährte Anleihe, die Statthalterschaft über die spanische Überseeprovinz Venezuela.
Mit Hilfe dieses Vertrages wollte Karl V., gegen Vergabe entsprechender Konzessionen, die Kolonien schnell und kostenlos erschließen. Welser finanzierte die Schiffsflotte, deren Besatzungen und Ausrüstungen und erhielt dafür Venezuela befristet als Lehen. Für die Welser bedeutete die Kolonialgründung die Schaffung eines sicheren Stützpunktes für ihren Amerika- und Weltfernhandel.
Zuvor, im Vertrag vom 12. Februar 1528 mit dem spanischen Hof, erhielten die Welser für eine Lizenzgebühr von 20.000 Dukaten das Monopol, in der Vertragslaufzeit von vier Jahren, 4000 afrikanische Sklaven in die Kolonie Klein-Venedig (Venezuela) zu liefern. Zwischen 1529 und 1538 verschleppte die Welser-Gesellschaft 1005 Sklaven und verkaufte diese außerhalb Venezuelas. Bis 1536 sind die Welser durch ihre Handels- und Expeditionsschiffe Teil des Sklavenhandels und unternehmen in dieser Zeit 45 Transporte von versklavten Personen. Außer Sklaven waren im Südamerikahandel Gold, Perlen, Farbstoffe wie Indigo, Edelhölzer, Drogen und Medikamente äußerst gewinnträchtig. Das angeblich gegen die aus der Neuen Welt eingeschleppte Syphilis wirkende Guajakholz war ein Importschlager für die Welser.
Auch Anton Welser der Jüngere betrieb, gemeinsam mit seinem Bruder Bartholomäus, den Handel mit Spanisch-Amerika. Zuckerplantagen unterhielten die Welser auf Hispaniola und auf Madeira. Bis 1554 beuteten die Welser die Bodenschätze an der venezolanischen Küste aus. Die Ermordung Philipp von Huttens und Bartholomäus Welsers bei einer Expedition ins Innere des Landes, auf der Suche nach dem El Dorado, führte zum Zusammenbruch der Welserherrschaft in Venezuela. Mit dem Rücktritt Karls V. im Jahr 1556 gingen die Handelsrechte verloren. Die Kolonialgründung der Welser in Venezuela war der gewichtigste Anteil der Deutschen an der kolonialen Erschließung Amerikas im 16. Jahrhundert.

### Das Ende der Welserschen Handelshäuser
Die Nürnberger Handelsgesellschaft der Welser wurde nach dem Tod Hans Welsers (1534–1601) zur Unterstützung seiner minderjährigen Nachkommen kapitalisiert und bis 1610 aufgelöst.
Die Augsburger Handelsgesellschaft der Welser war am 1. Juli 1614 zahlungsunfähig (sogenannte „Falliterklärung“). Die bisherigen Handelsströme aus der Levante, über Italien und die Alpen, nach dem Norden hatten sich verlagert. Die Edelmetalle aus Amerika führten zu einer Geld- und Absatzkrise. Die großen Schuldner der Welser – Spanien, Frankreich und die Niederlande – trieben mit Staatsbankrotten die Welsersche Handelsgesellschaft in den Ruin.

### Die Welser von Neunhof und zu Beerbach

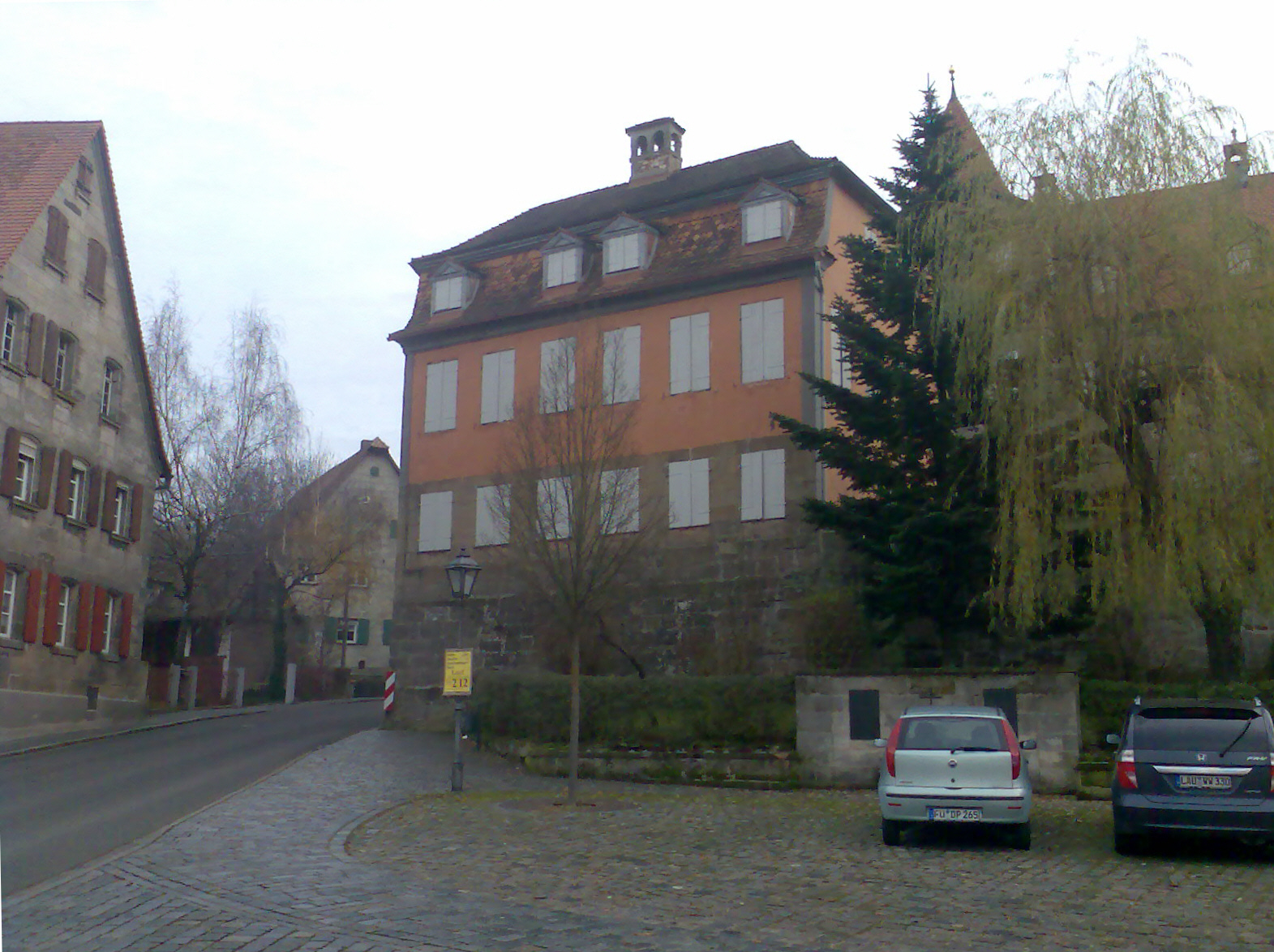
Welserschloss II in Neunhof

1504 wurde Jakob I. Welser, der Gründer der Nürnberger Linie, in den „Inneren Rat“ der Reichsstadt Nürnberg gewählt. Bis zum Ende der reichsstädtischen Zeit im Jahre 1806 waren die Nürnberger Welser im Inneren Rat vertreten und gehörten nach dem „Tanzstatut“ zu den „erst zugelassenen“ ratsfähigen Geschlechtern.
Die Nachkommen von Jakob I. erwarben 1572 das Gut Wunderburg von den Pfinzing, 1615 Deberndorf bei Cadolzburg und 1633 Mörlach bei Hilpoltstein von den Thill (Nürnberger Patrizierfamilie). Diese Sitze gingen in den Jahren 1658/64 wieder verloren.
Die Welser waren, unter anderem, Finanziers der mit ihnen verwandten Patrizierfamilie Geuder von Heroldsberg. Die Geuder gerieten seit dem Anfang des Dreißigjährigen Krieges im Jahr 1618 zunehmend in finanzielle Schwierigkeiten, und die Nürnberger Welser traten als Gläubiger auf. Als die Geuder zahlungsunfähig waren, kam die Angelegenheit vor den Reichshofrat in Wien. Im sogenannten „Laufer Vergleich“ wurden im Jahre 1660 die Welser durch Besitz der Geuder entschädigt. Die Welser erhielten den gesamten Geuderschen Anteil in Neunhof bei Lauf, Beerbach, Tauchersreuth mit allen Rechten, die Güter der Geuder in Groß- und Kleingeschaidt, Simonshofen, Dehnberg, Pettensiedel und Letten sowie die Weiher in Simonshofen und Laipersdorf.
Die Welser nannten sich fortan Welser von Neunhof und zu Beerbach. Sie übten ab 1661 die niedere Gerichtsbarkeit, die vogteilichen Rechte sowie die Dorfherrschaft in Groß- und Kleingeschaidt aus. Die gesamte Weiterentwicklung beider Orte war nun eng mit der Entwicklung von Neunhof verbunden. Lediglich den Blutbann hatten sich die Geuder vorbehalten, was 1661 auch von Kaiser Leopold ratifiziert wurde.
Durch den Erwerb der Herrschaft Neunhof wurden die Welser Mitglieder der Fränkischen Reichsritterschaft im Ritterkanton Gebürg.
1688–1749 errichteten die Welser dort drei Schlösser in Neunhof, von denen zwei heute noch ihnen bzw. ihrer 1539 gegründeten Familienstiftung gehören.
Die von Paul Carl Welser zusammengetragene Bibliothek zum Thema Nürnberg blieb als Bibliothek der Paul Wolfgang Merkelschen Familienstiftung im Germanischen Nationalmuseum erhalten.
1814 in den einfachen bayerischen Adel immatrikuliert, wurden die Welser 1819 in den bayerischen Freiherrenstand erhoben. 1878 starb der Nürnberger Zweig der Familie aus, und ihr Besitz fiel an die Ulmer Linie, da die Augsburger Hauptlinie, seit 1567 Freiherren Welser von Zinnenburg, schon 1797 erloschen war.

### Besitzungen (Familienstiftung – Auszug)

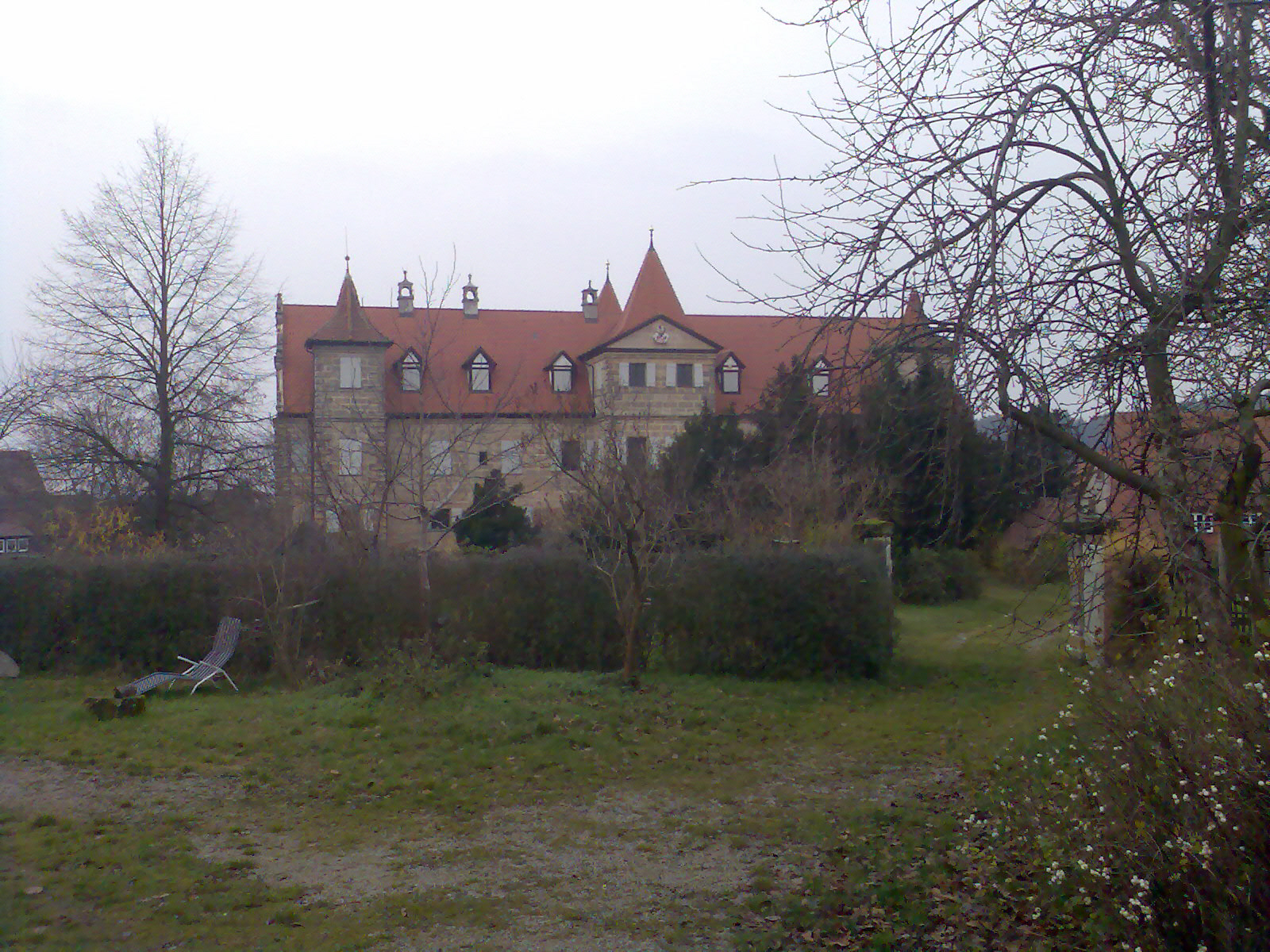
Welserschloss I in Neunhof (Hauptschloss)

- seit 1685 Welserschloss in Neunhof (Hauptschloss, Welserplatz 1)
- seit 1660 Schloss II in Neunhof (Altherrenhäuslein oder Brille, Welserplatz 2)

### Ehemalige Besitzungen (Auszug)
- 1527–1557 Pellerschloss in Fischbach bei Nürnberg
- 1551–15?? Hirschvogelsaal (auch: Hirsvogelsaal) mit Anwesen (Sabine Welser)[11]
- 1580–15?? Schloss Rudolfshausen, Igling
- 1678–1756 Welser-Schloss in 91207 Neunhof (Lauf an der Pegnitz) (Welserplatz 3, fertiggestellt 1695[12])
- 1684–1688 Herrensitz Eismannsberg (Von-Oelhafen-Straße)
- 1688–1978 Kolerschloss in Neunhof (Lauf an der Pegnitz)
- 1739–1743 Herrensitz Brezengarten in Nürnberg (Welserstraße/Sulzbacher Straße)
- 17??–1747 Herrensitz Kleingeschaidt bei Heroldsberg
- 1795–1812 Herrensitz Weiherhaus bei Pillenreuth
- 1795–1812 Herrensitz Königshof bei Pillenreuth

### Der Welserhof in Nürnberg

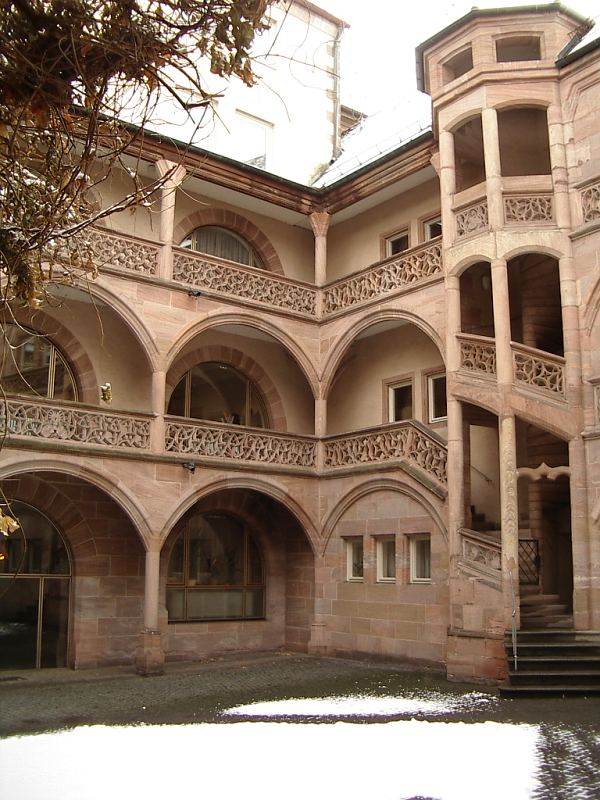
Welserhof Innenhof 2004

Jakob Welser kaufte das „Haus zur goldenen Rose“, im 14./15. Jahrhundert im Besitz der Stromer, später Krafftsches Haus, und ließ es 1509–1512, wohl von Hans Beheim dem Älteren, als Familiensitz neu errichten. Zu Beginn des 17. Jahrhunderts wurde das Anwesen wieder verkauft. Mit weitgespannten Bögen auf dünnen Säulen, zierlichen Maßwerkbrüstungen in den beiden Obergeschossen und einem feingliedrigen Treppenturm, ist der Welserhof der größte und eindrucksvollste verbliebene Nürnberger Altstadthof.

### Freiherrlich von Welsersche Familienstiftung
Jakob I. Welser gründete mit seinen Brüdern am 1. April 1539 die allgemeine Welsersche Familienstiftung, die bis heute existiert. Im Laufe der Jahrhunderte wurden neue Besitztümer, wie die Schlösser in Neunhof, in die Stiftung eingebracht. Es wurde somit nicht der Entscheidung einzelner Familienmitglieder überlassen, über die Güter zu verfügen. Nach dem Erlöschen der Nürnberger Linie fiel der Besitz bzw. die Administration der Stiftung an die heute noch existierende Ulmer Linie, die 1713 in den Freiherrenstand erhoben wurde. Administrator der Freiherrlich von Welserschen Familienstiftung ist heute (Stand 2013) Michael von Welser.

## Wappen

### Stammwappen
Blasonierung: Das Stammwappen zeigt im von Silber und Rot (auch von Rot und Silber) gespaltenen Schild eine Lilie verwechselter Farbe; auf dem Helm mit rot-silbernen Helmdecken ein wie der Schild bezeichneter offener oder geschlossener Flug.

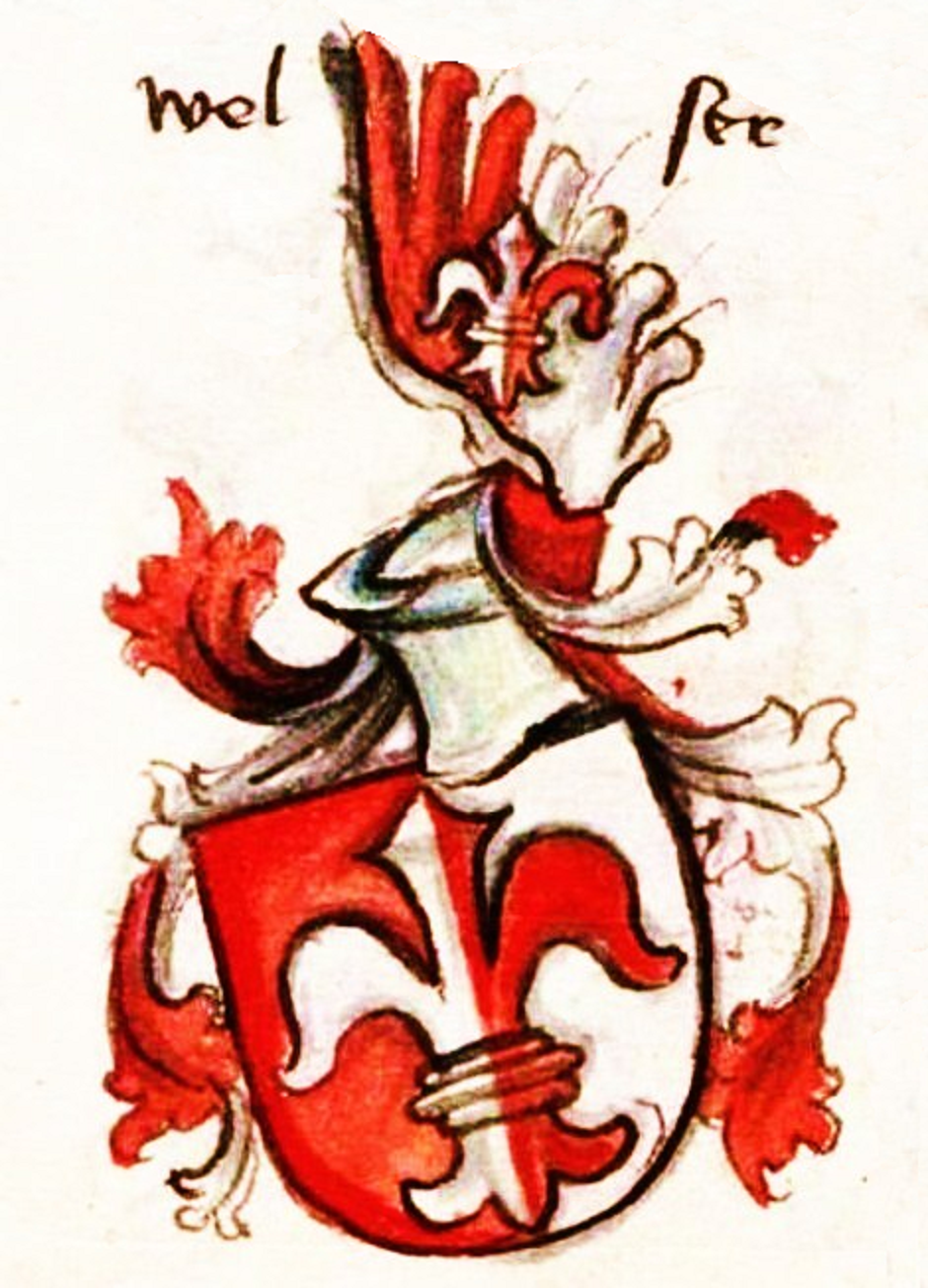
Stammwappen der Welser, nach Augsburger Chronik, 1457–1487
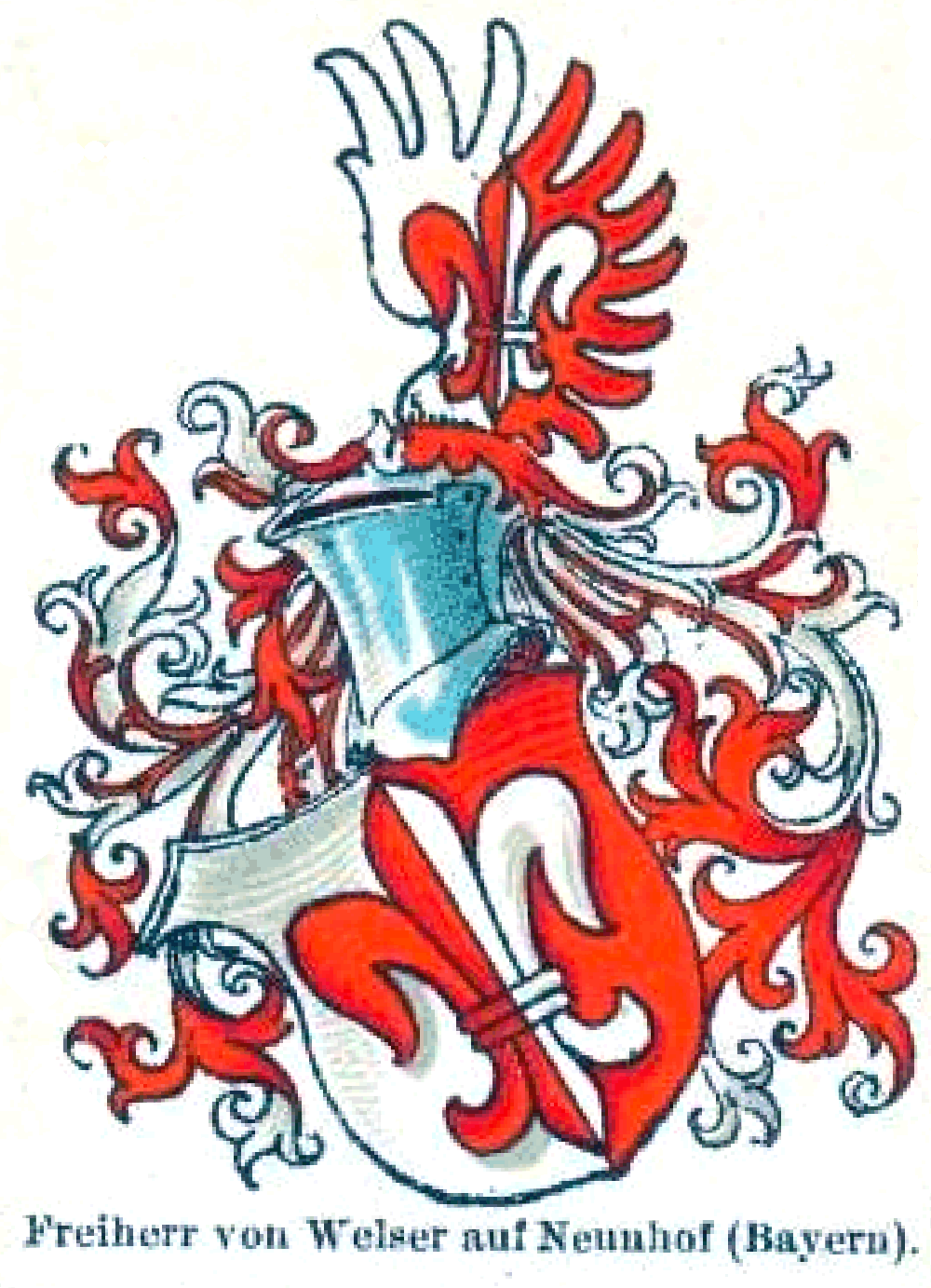
Stammwappen der Freiherren von Welser auf Neunhof (Bayern),  zwischen 1900 und 1920
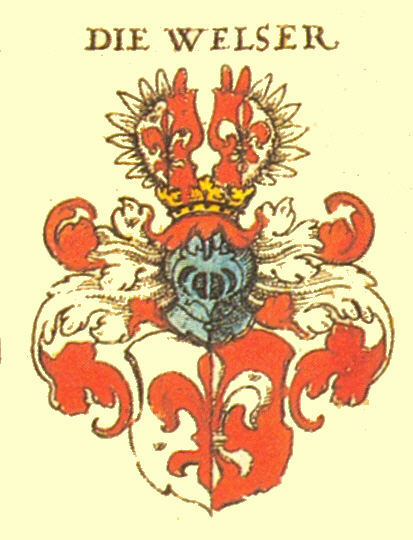
Stammwappen der Welser, gekrönt, nach Siebmacher
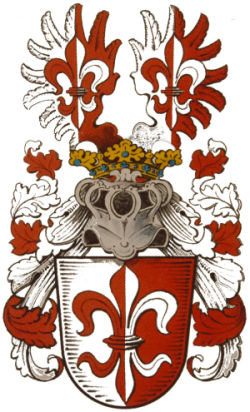
Stammwappen der Welser, gekrönt, nach Siebmacher
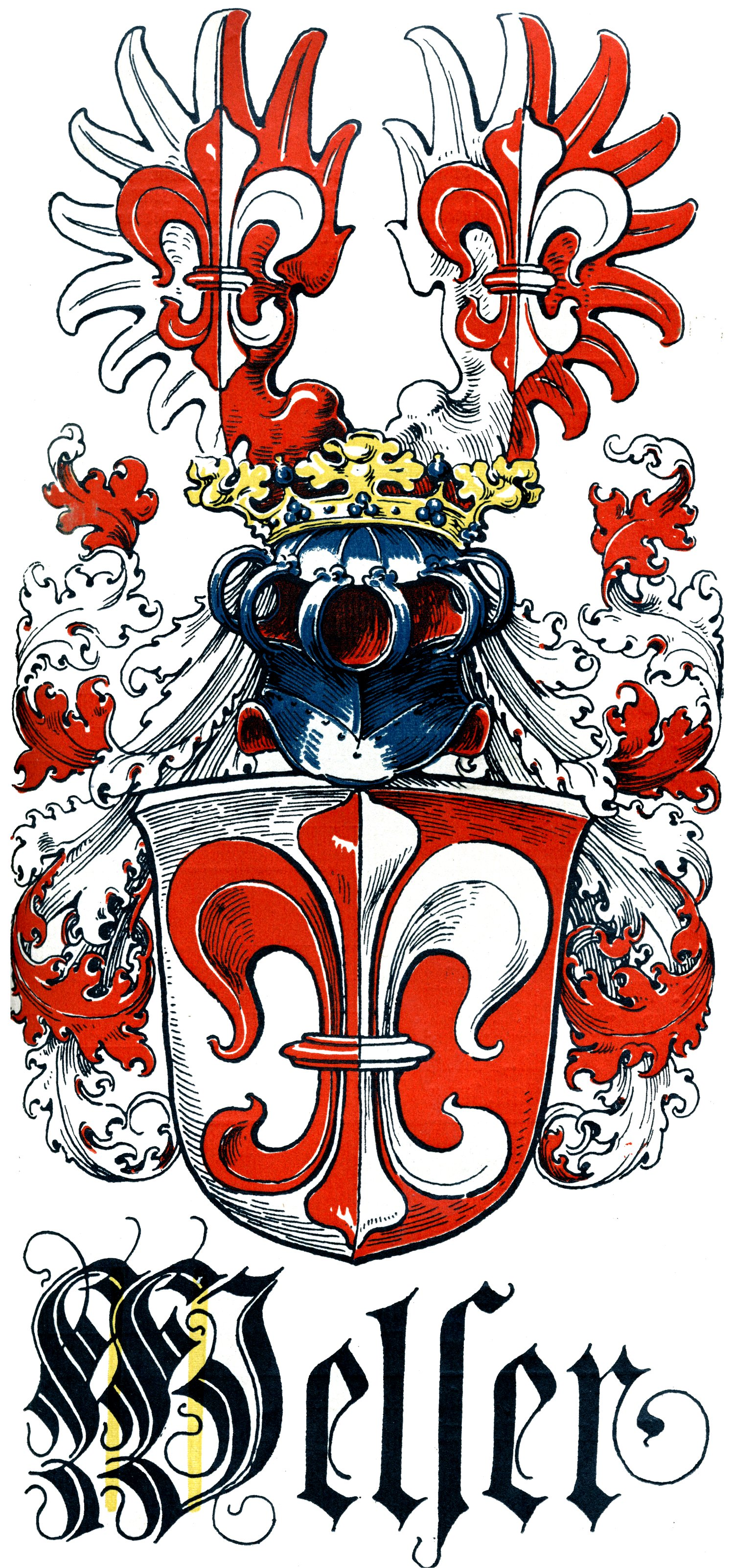
Wappengrafik von Otto Hupp im Münchener Kalender von 1923
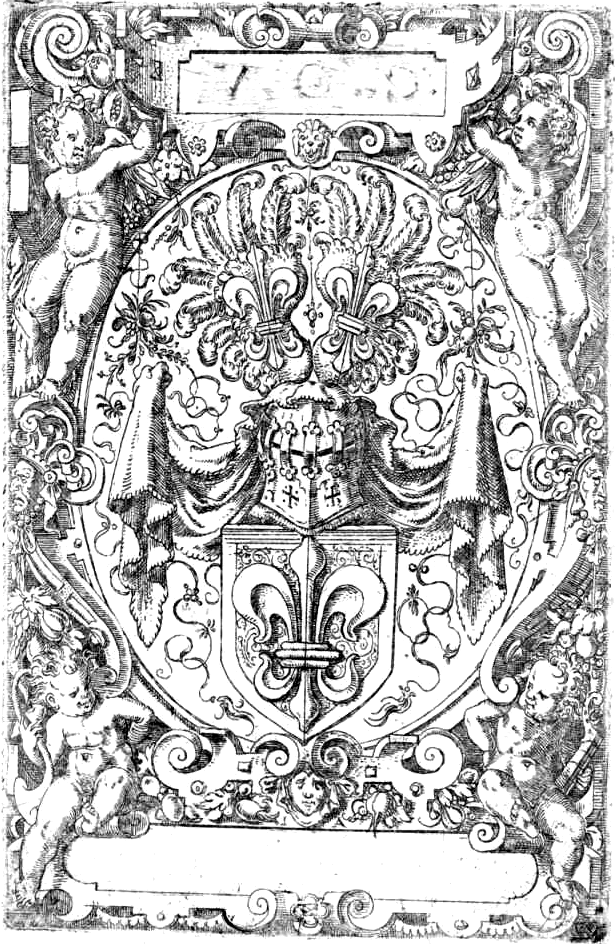
Stammwappen der Welser, nach Holzschnitt des Jost Amman, 1551–1600
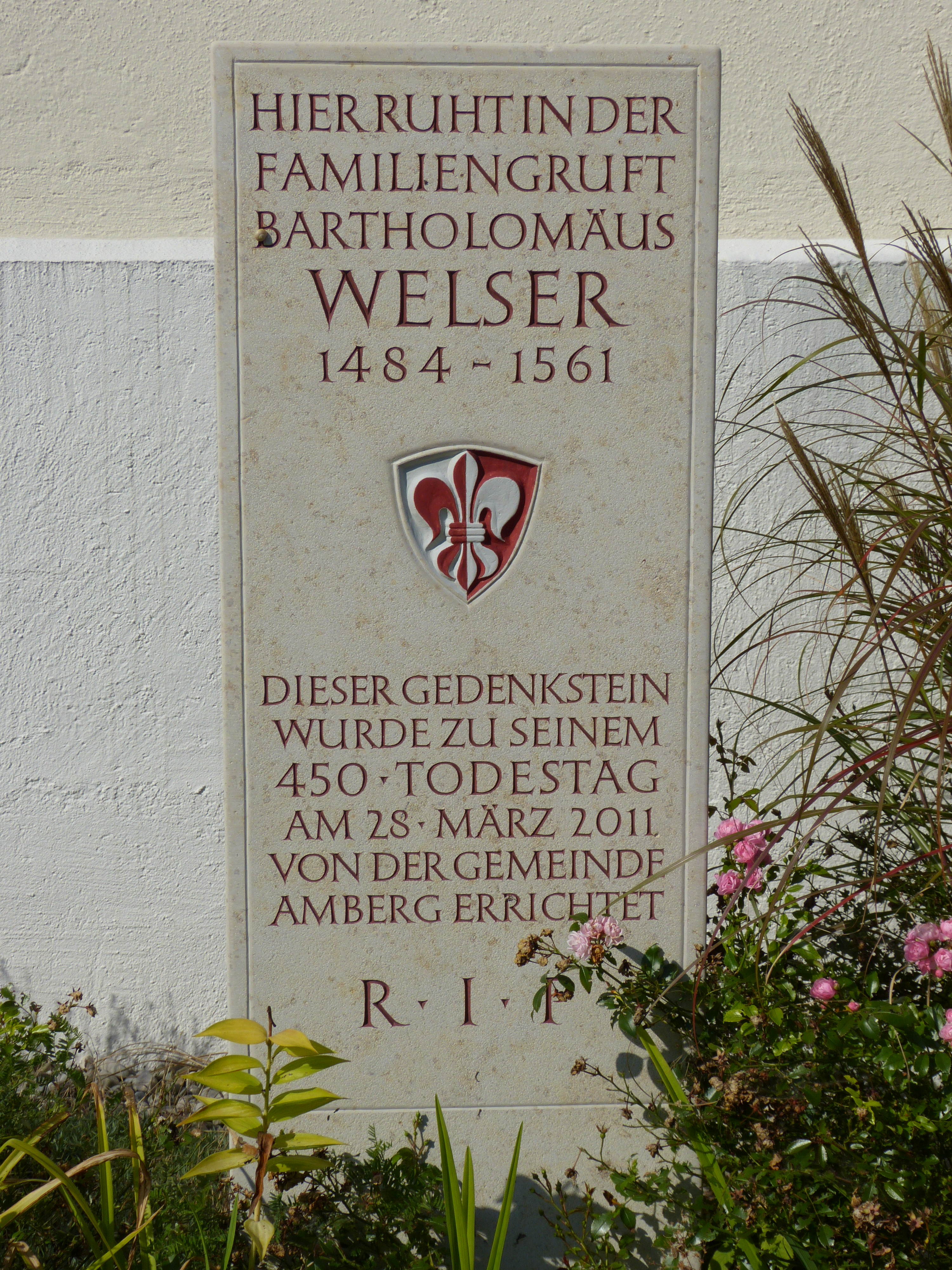
Stammwappen der Welser, Familiengruft, Bartolomäus Welser, Mariä Heimsuchung in Amberg (Schwaben), Landkreis Unterallgäu, Bayern

### Gemehrte Wappen
Neben dem Stammwappen der Welser finden sich gemehrte Wappen wie beispielsweise das Wappen der Welser von Zinnenberg, der Welser von Rietheim, oder dem Grafenwappen der Welser von Welsersheimb (auch Welser von Welssersheim).

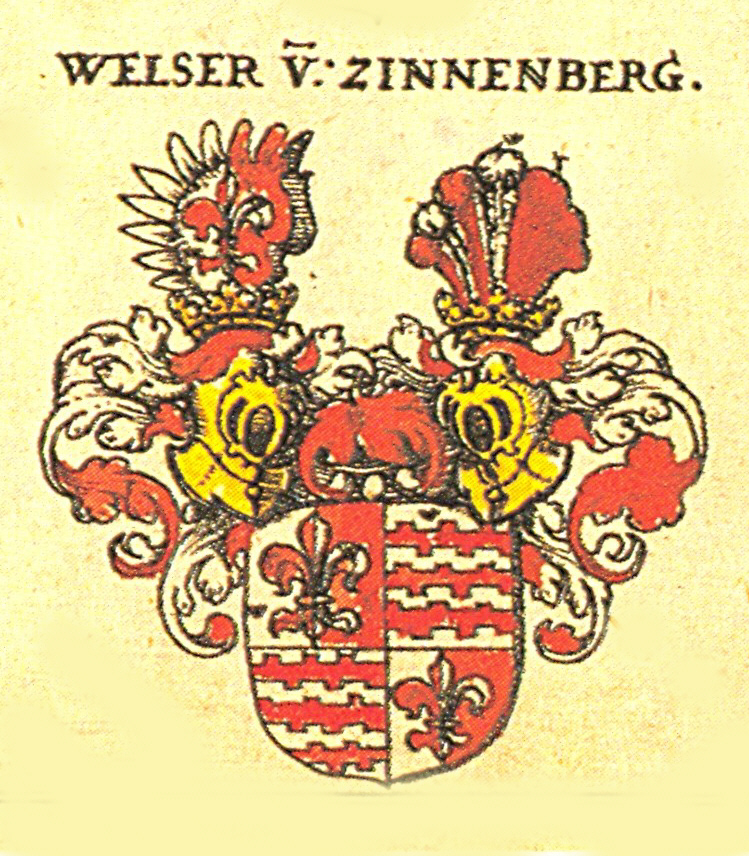
Gemehrtes Wappen der Welser von Zinnenberg, nach Siebmacher
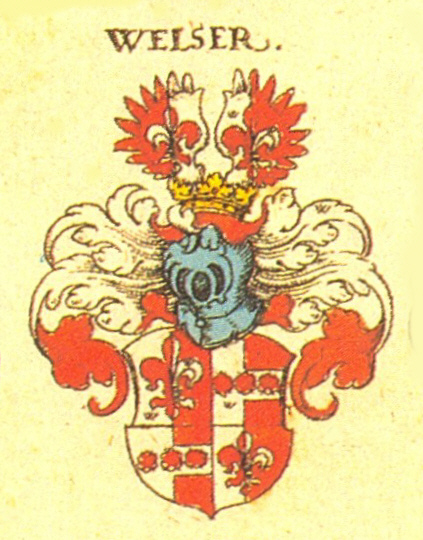
Gemehrtes Wappen der Welser von Rietheim, nach Siebmacher
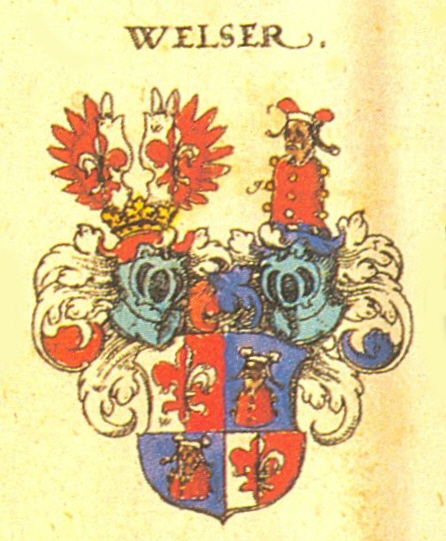
Gemehrtes Wappen einer Welser Linie, nach Siebmacher
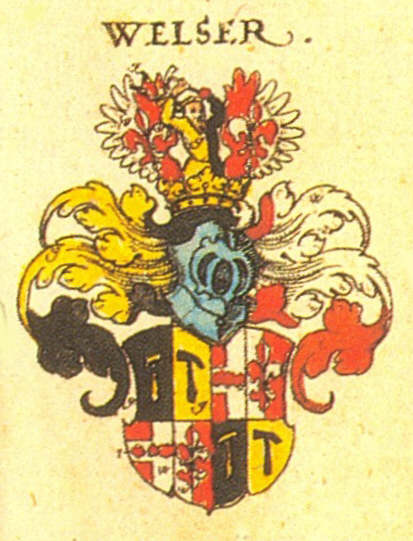
Gemehrtes Wappen einer Welser Linie, nach Siebmacher
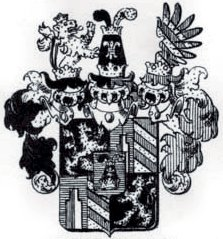
Gemehrtes Wappen der Grafen Welser von Welsersheimb, nach Siebmacher
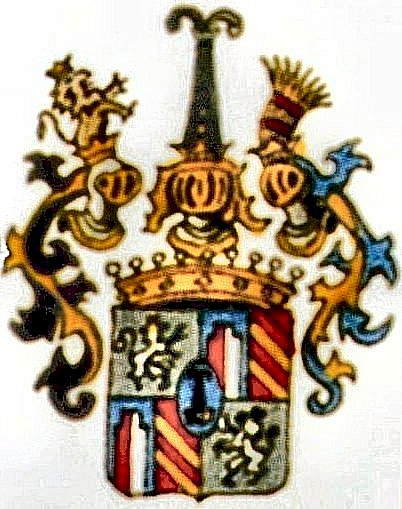
Gemehrtes Wappen der Grafen Welser von Welsersheimb, nach Siebmacher, 1790
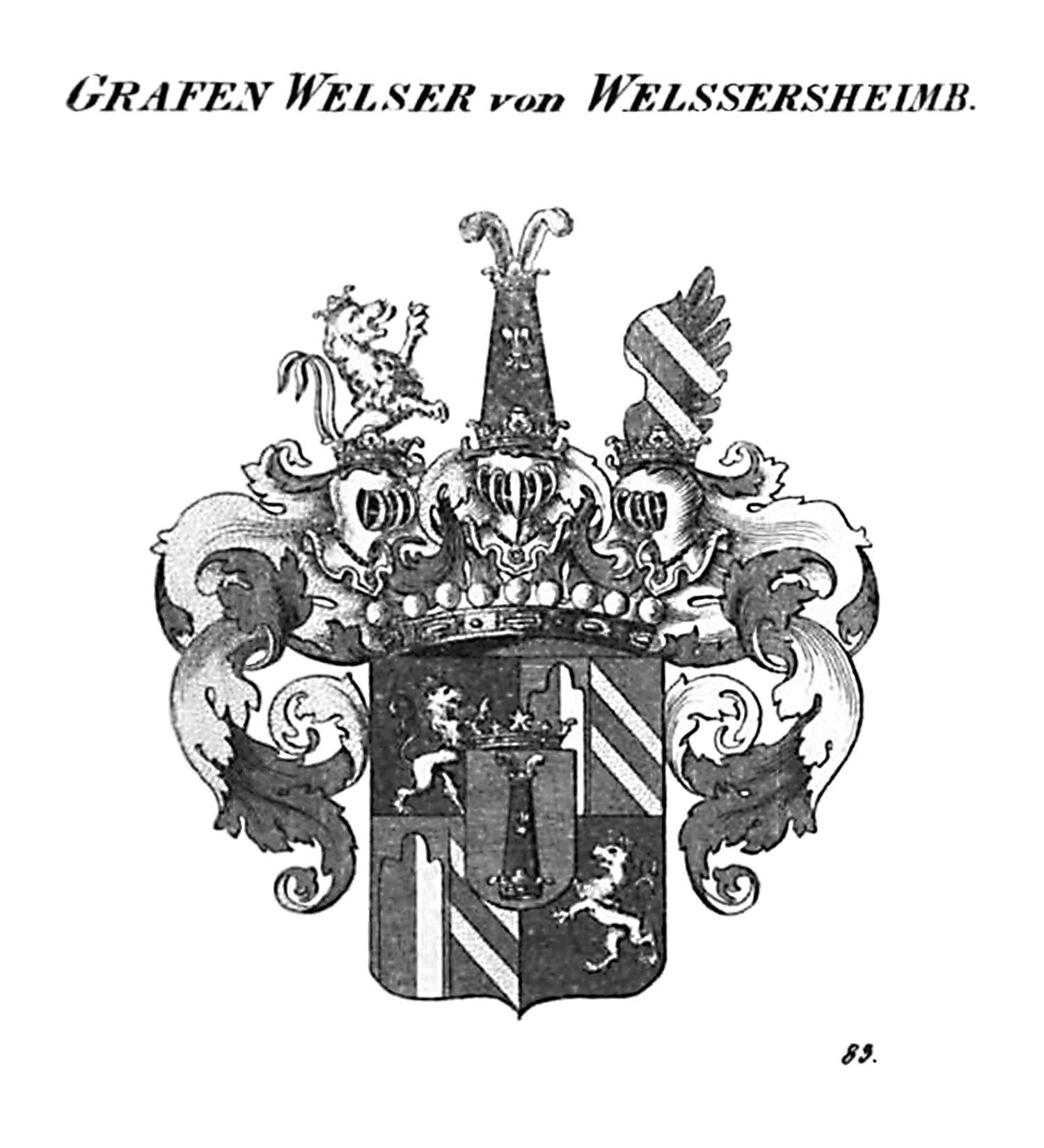
Gemehrtes Wappen der Grafen Welser von Welsserheim, nach  Tyroff
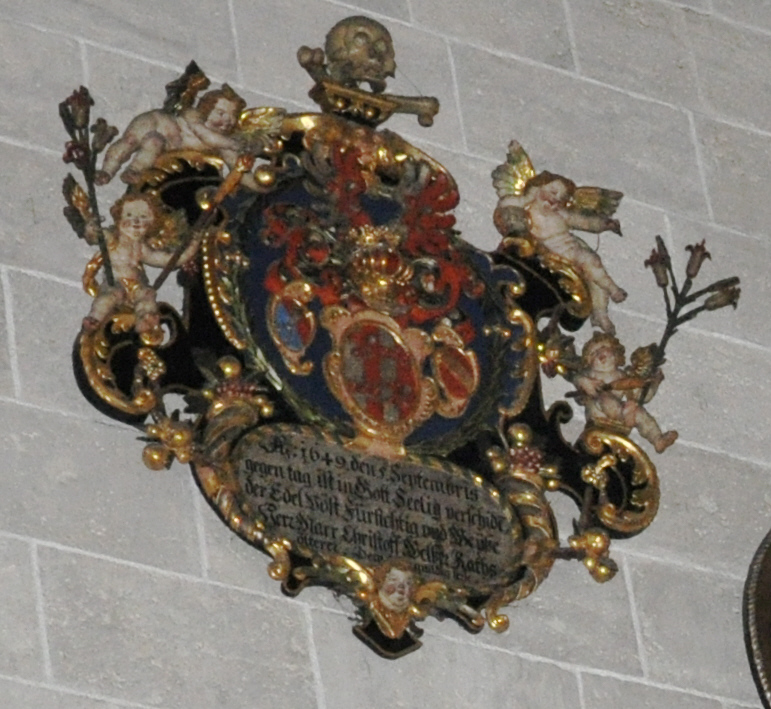
Ulm, Ulmer Münster, Totenschild des Marx Christoff Welser (* 1589; † 1649); Stammvater der Ulmischen Linie der Welser mit Wappen der Welser und Beiwappen der Baldinger und Krafft

## Bekannte Familienmitglieder

### Augsburger Linie

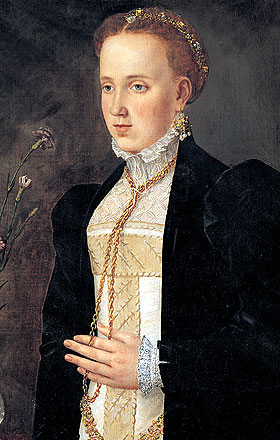
Philippine Welser

- Bartholomäus I. Welser (* um 1275; † 1334/36), „Stadtpfleger“ in Augsburg, 1330 Bürgermeister
- Bartholomäus II. Welser († 1446), Ratsherr in Augsburg
- Bartholomäus III. Welser (* 1419; † 1484), Baumeister und Ratsherr in Augsburg
- Bartholomäus IV. Welser (* 1363; † 1486), Kaufmann und Bürgermeister in Augsburg
- Anton I. Welser (* 17. August 1451 Augsburg; † 9. November 1518 Augsburg), Großkaufmann in Augsburg, Patrizier, Augsburger Linie
- Margarete Welser (* 1481; † 1552), ⚭ 1499 Konrad Peutinger
- Bartholomäus V. Welser (der Ältere, auch Bartolomé Welser) (* 25. Juni 1484 Memmingen; † 23. März 1561 Amberg in Mittelschwaben), Großkaufmann, Bankier und Reeder
- Anton Welser (der Jüngere) (* 1486; † 1557), Bruder von Bartholomäus V. Welser
- Hans Welser (der Ältere) (* 1501; † 1559), Augsburger Ratsherr und Bürgermeister
- Bartholomäus VI. Welser (der Jüngere) (* 1512; † 1546), Sohn von Bartholomäus V. Welser
- Philippine Welser (* 1527; † 1580), ⚭ Erzherzog Ferdinand II. von Tirol
- Markus Welser (auch Marx Welser) (* 1558; † 1614), Humanist, Historiker, Verleger und Augsburger Bürgermeister

### Nürnberger Linie
- Jakob I. Welser (* 13. März 1468 Augsburg; † 14. Februar 1541 Nürnberg), vor 1494 Bürger zu Nürnberg, Begründer der Nürnberger Linie; Nürnberger Ratsherr und Patrizier, stiftet dort 1504 den großen Altar in der Frauenkirche; schickt 1534 Hans Schwerczer nach Goa
- Veronika Welser (* ?; † 1530/31), 1503 Priorin des Dominikanerinnenklosters St. Katharina
- Hans Welser (* 1534; † 1601), Nürnberger Ratsherr, ab 1598 zweiter Losunger, der letzte Inhaber der Nürnberger Welserscher-Gesellschaft.
- Sebald I. Welser (* 1557 in Nürnberg; † 1. September 1589 in Ulm), Nürnberger Ratsherr, stiftete ein ansehnliches Stipendium und die Aula (das Auditorium Welserianum) der Universität Altdorf.
- Sebald II. Welser (auch Sebaldus Welserus) (* 6. September 1585 in Nürnberg; † 15. Juli 1626 in Nürnberg)
- Carl Wilhelm Welser von Neunhof (* 31. Dezember 1663; † 1. Februar 1711 in Nürnberg), Bürgermeister der Stadt Nürnberg
- Carl Wilhelm Welser von Neunhof (auch Carolus Guilielmus Welser von Neunhof, Carolus Wilhelmus Welserus, Karl Wilhelm Welser von und zu Neunhof) (* 2. März 1696; † 20. August 1758), Mitglied des Inneren Rates der Stadt Nürnberg

### Ulmer Linie
- Johann Michael von Welser (* 1808; † 1875), Freiherr, königlich bayerischer Kämmerer, Bezirks- und Handels-Appellations-Gerichts-Direktor; ab 1859 Mitglied des Pegnesischen Blumenordens
- Ludwig von Welser (* 1841; † 1931), bayerischer Freiherr; Rechtskonzipient, dann Bezirksgerichtsassistent; 1892–1902 Regierungspräsident der Pfalz und 1902–09 von Mittelfranken, Mitbegründer und 1905 bis 1912 erster Vorsitzender der Gesellschaft für fränkische Geschichte, ab 1867 Mitglied des Pegnesischen Blumenordens
- Johann Michael von Welser (* 1869; † 1943), Freiherr, Verwaltungsjurist, Staatssekretär (Weimarer Republik)
- Ludwig von Welser (* 12. November 1876 Ramhof/Donauwörth; † 23. Mai 1958 Donauwörth), Freiherr, Lokomotivkonstrukteur (J.A. Maffei, S 3/6) und Historiker

### Österreichische Linie
- Zeno Welser von Welsersheimb  (* 1. Dezember 1835; † 2. Februar 1921), Freiherr zu Gumpenstein, Graf, österreichischer Politiker, k. k. Verteidigungsminister (1880–1905)

## Treffen der Welser in Wels, Oberösterreich
Etwa in den 1990er-Jahren gab es auf Einladung des Tourismusverbands der Stadt Wels ein- oder zweimal Treffen von Menschen mit dem Familiennamen Welser, zu denen etwa 100 Besucher gekommen sind.
Der Name der Familien der Welser leitet sich jedoch nicht von der Stadt Wels ab. (Die Zusatzbezeichnung im Namen Carl Auer von Welsbach hat hingegen Bezug zu Wels.)

## Literatur

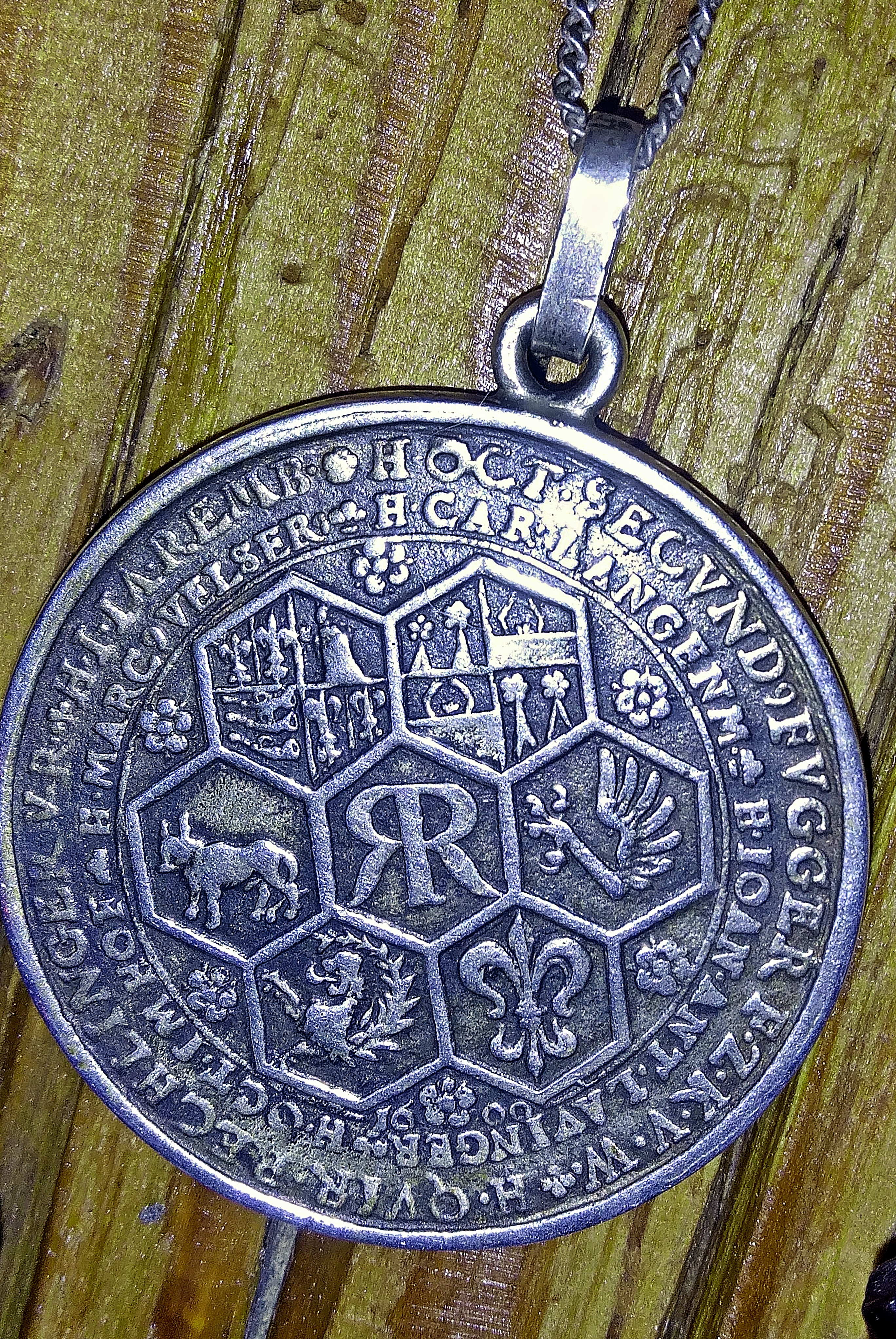
Augsburger Ratsmedaille von 1600, unten rechts das Wappen der Welser